# Svinary
Svinary (německy Swinar) jsou místní část a současně katastrální území statutárního města Hradec Králové, nachází se na východě města. Svinary jsou také název katastrálního území o rozloze 3,42 km².

## Historie
První písemná zmínka o obci pochází z roku 1379. Součástí Svinar je i osada Svinárky, do roku 1950 patřící obci Slatina. Po připojení Svinar k Hradci Králové, ke kterému došlo roku 1985, byly jako samostatná místní část ještě uváděny i Svinárky, už od roku 1986 však nejsou zmiňovány.

## Přírodní poměry
Vesnice stoj v Orlické tabuli. Severně od ní protéká řeka Orlice, jejíž tok s přilehlými pozemky východně od svinarského mostu je součástí přírodní památky Orlice.

## Pamětihodnosti
- Venkovská usedlost čp. 31
- Venkovská usedlost čp. 22
- Venkovský dům, Dubinská 2